# Sponsheim
Sponsheim ist ein Stadtteil von Bingen am Rhein in Rheinland-Pfalz.

## Geographie
Der Stadtteil liegt im Süden des Stadtgebiets unweit der Nahe.
Nachbarorte sind: Laubenheim, Grolsheim, Dromersheim und Dietersheim.

## Geschichte

### Urgeschichte
Feuersteinwerkzeuge aus der Vorzeit lassen darauf schließen, dass hier schon in der Steinzeit Menschen lebten. Auch die Römer siedelten hier. Sie bauten damals oberhalb der Römischen Straße, die von Worms kam, eine Villa rustica.

### Mittelalter
Die älteste erhaltene Erwähnung von Sponsheim stammt von 745. Sponsheim gehörte am Ende des Alten Reichs zur Kurpfalz.

### Neuzeit
Nach der Einnahme des linken Rheinufers durch französische Revolutionstruppen wurde die Region 1793 von Frankreich annektiert.
Verzögert durch die Koalitionskriege wurde die Annexion erst nach 1797 konsolidiert, Sponsheim gehörte ab 1798 zum Département Donnersberg und dem dortigen Kanton Bingen. Gerichtlich war im Bereich des Kantons für die Zivilgerichtsbarkeit das Friedensgericht Bingen zuständig, für die Angelegenheiten der freiwilligen Gerichtsbarkeit bestanden Notariate.
Aufgrund 1815 auf dem Wiener Kongress getroffener Vereinbarungen und eines 1816 zwischen dem Großherzogtum Hessen, Österreich und Preußen geschlossenen Staatsvertrags kam Rheinhessen, und damit auch Sponsheim, zum Großherzogtum Hessen, das dieses neu erworbene Gebiet als Provinz Rheinhessen organisierte. Nach der Auflösung der Kantone in der Provinz 1835 lag Sponsheim im neu errichteten Kreis Bingen.
Bei einem großen Brand an Allerheiligen im Jahr 1859 wurde fast das ganze Dorf zerstört.
Das bis dahin für Sponsheim zuständige Friedensgericht Bingen wurde 1879 aufgelöst und durch das Amtsgericht Bingen ersetzt.
Nach dem Zweiten Weltkrieg gehörte die Gemeinde zur französischen Besatzungszone und wurde 1946 Teil des neu gebildeten Landes Rheinland-Pfalz.
Am 22. April 1972 wurde Sponsheim mit 665 Einwohnern nach Bingen eingemeindet.

## Sehenswürdigkeiten

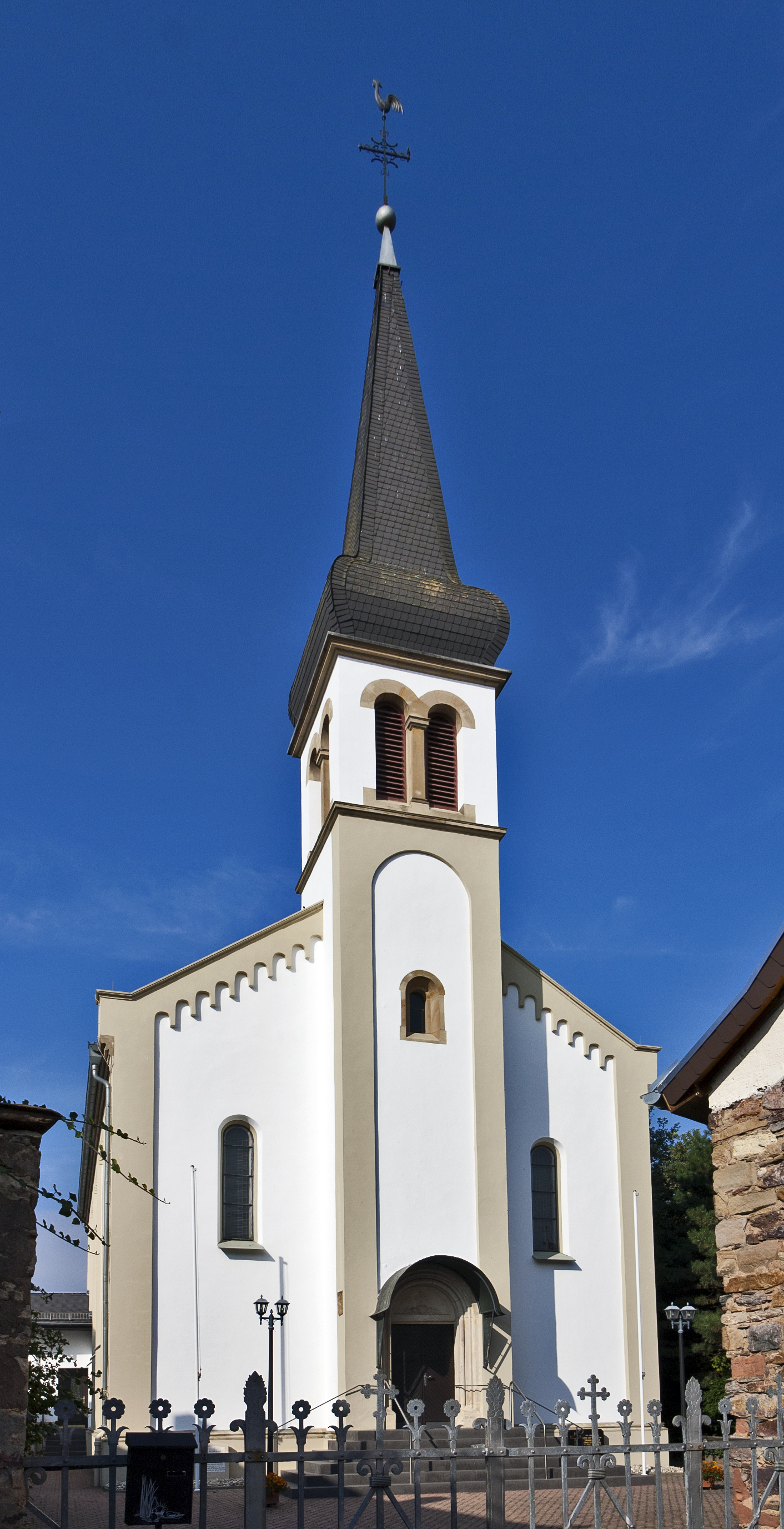
Katholische Kirche St. Georg

Die Pfarrkirche Sankt Georg wurde um 1500 errichtet. 1863 wurde sie wegen Baufälligkeit abgerissen und in den Jahren 1864–65 wieder aufgebaut.
In der Liste der Kulturdenkmäler in Bingen am Rhein sind für Sponsheim vier Einzeldenkmale aufgeführt.

## Verkehr
Die Bundesautobahn 61 befindet sich mit ihrem Autobahndreieck Nahetal in der Nähe. Durch das Dreieck kann man auch die Bundesautobahn 60 günstig erreichen. Sie ist mittels einer Abfahrt erreichbar. Des Weiteren führt die Bundesstraße 50 durch Sponsheim.